# Maria Klimas-Błahutowa
Maria Klimas-Błahutowa (ur. 8 kwietnia 1909 w miejscowości Koziegłowy koło Zawiercia, zm. 11 grudnia 1994) − polska pisarka i krytyk literacki.
Ukończyła studia na Wydziale Humanistycznym Uniwersytetu Jagiellońskiego. Debiutowała na łamach Polskiego Radia jako krytyk literacki. Od 1945 mieszkała w Katowicach. Od 1948 roku należała do PZPR. W latach 1951−1956 był redaktorką tygodnika "Życie Literackie", zaś w latach 1956−1957 tygodnika "Przemiany" (Katowice). Następnie w latach 1958−1970 była redaktorką tygodnika "Panorama" (Katowice). W 1957 otrzymała nagrodę miasta Katowic.

## Twórczość
- - 1947 - Na hałdach rosną ludzie. Powieść z życia Zagłębia Dąbrowskiego
  - 1958 - wyd. zm. Drogi do domu
  - 1953 - Miasto nad łuną
  - 1953 - Kamienna róża
  - 1956 - Przedmieście
  - 1962 - Siedem krów tłustych
  - 1965 - Dziewczyna z Wieży Babel
  - 1969 - Skandal w niebie
  - 1973 - Drzewo życia
  - 1976 - Mister Uniwersum
  - 1978 - Głowa do góry